# Panurea longifolia
Panurea longifolia är en ärtväxtart som beskrevs av George Bentham. Panurea longifolia ingår i släktet Panurea och familjen ärtväxter. Inga underarter finns listade i Catalogue of Life.